# Ana Antonijević
Ana Antonijević (Užice, 26 agosto 1987) è un'ex pallavolista serba, nel ruolo di palleggiatrice.

## Carriera
Ana Antonijević inizia a giocare nelle giovanili dell'Odbojkaški klub Jedinstvo Užice fino al 2001 quando viene promossa in prima squadra che milita nel massimo campionato serbo-montenegrino. Il sodalizio con la formazione della sua città dura per sei stagioni ed è segnato dalla vittoria della Coppa di Serbia e Montenegro nel 2003.
Nel 2007 viene ingaggiata dalla squadra svizzera del Volleyballclub Voléro Zürich con la quale vince il campionato e la Coppa di Svizzera. Nel 2008 ritorna in Serbia, questa volta però nella squadra più titolata del paese, ossia l'Odbojkaški Klub Poštar 064: vince nuovamente il campionato e la Coppa di Serbia.
Nel 2009, dopo aver ottenuto convocazioni a singhiozzo nella nazionale serba, partecipa al suo primo torno internazionale ossia il campionato europeo anche se come riserva di Maja Ognjenović, mentre a livello di club si trasferisce in Francia nel Racing Club de Cannes, dove resta per cinque annate, aggiudicandosi cinque scudetti, cinque Coppe di Francia e ottiene un terzo posto in Champions League. Con la nazionale vince la medaglia d'oro all'European League 2011, seguita dal bronzo al World Grand Prix e dall'oro al campionato europeo.
Nella stagione 2014-15 torna nuovamente al Volero Zürich, vincendo altri due scudetti e altrettante Coppe di Svizzera. Nel campionato 2016-17 si trasferisce in Romania, partecipando alla Divizia A1 col Club Sportiv de Volei Alba-Blaj; con la nazionale conquista la medaglia di bronzo al World Grand Prix 2017.
Per l'annata 2017-18 si accasa ancora al club di Zurigo, vincendo Coppa di Svizzera e scudetto, mentre in quella successiva è al Fenerbahçe, nella Sultanlar Ligi turca.
Per il campionato 2019-20 viene ingaggiata dal Casalmaggiore, nella Serie A1 italiana, per poi passare, nella stagione successiva all'Alba-Blaj, in Divizia A1, con cui conquista la Coppa di Romania. Nell'annata 2021-22 ritorna in patria per vestire la maglia dello Železničar Lajkovac, in Superliga, aggiudicandosi la Supercoppa 2021: al termine del campionato 2022-23 annuncia il suo ritiro dall'attività agonistica.

## Palmarès

### Club
- Campionato svizzero: 4

2007-08, 2014-15, 2015-16, 2017-18
- Campionato serbo: 1

2008-09
- Campionato francese: 5

2009-10, 2010-11, 2011-12, 2012-13, 2013-14
- Campionato rumeno: 1

2016-17
- Coppa di Serbia e Montenegro: 1

2002-03
- Coppa di Svizzera: 4

2007-08, 2014-15, 2015-16, 2017-18
- Coppa di Serbia: 1

2008-09
- Coppa di Francia: 5

2009-10, 2010-11, 2011-12, 2012-13, 2013-14
- Coppa di Romania: 2

2016-17, 2020-21
- Supercoppa serba: 1

2021

### Nazionale (competizioni minori)
- Universiade 2009
- European League 2011

### Premi individuali
- 2013 - Ligue A: Miglior palleggiatrice
- 2014 - Ligue A: Miglior palleggiatrice